# 襲來！美少女邪神
《潜行吧！奈亚子》，是逢空万太撰寫、狐印繪插畫，SB創意旗下GA文庫的輕小說作品，並改編成動畫，目前已完结。

## 概要
- 第1回GA文庫大賞優秀獎作品《候汝入夢》[註 2]改名並出書系列化。中文繁體版由台灣尖端出版代理，並授權中國大陸測繪出版社使用其譯文製作中文簡體版[1]。
- 借用克蘇魯神話背景加上外星人元素，大量玩科幻、特攝、動漫等不同領域的哏，連美國職棒印地安人隊也不放過；尖端版每集還附加「尖端知識家」專章解釋哏的由來。

## 故事簡介
某日夜里，高中生八坂真尋，行走在夜道上被怪物袭击，然后被謎之少女所救。那个少女自稱是奈亞拉托提普，还是一名外星人，为派遣来保护真尋免於其他外星人襲擊。两人之间的恐怖（？）、Love（craft）喜劇就这样拉开了序幕……

## 登场人物

### 主要角色
奈亞子（配音員：阿澄佳奈）
- 出生地：奈亚拉托提普星
- 年齡：17歲以上
- 地球假名：「八坂奈亞拉托提普」
- 宇宙身分：宇宙聯合行星保護機構特務
- 地球身分：真尋的親戚、留學生
- 邪神雷達：呆毛
- 武器：「難以名狀之棒狀物體」（鐵撬）
- 特技：宇宙CQC

克蘇魯神話裡登场的「无貌之神」奈亚拉托提普，以它的「种族特性」来说是可以自由地变换自身容貌。
即使是有本名，也很难被地球人所掌握；如果被他人掌握了，就表明男女双方有加深交往的事实。
查看資料時對真寻一見鍾情，所以即使本性殘忍、暴力又狡猾，在真尋面前永遠都展現嬌的一面。
為了親近身為少年的真尋，而將自己的外表設定成銀髮、碧绿色眼睛的美少女。
認真戰鬥時會變身為身穿全罩式、耐熱、防彈、抗衝擊的連身裝甲，且能放出光束。
熱愛二次元文化，對日本諺語和文化也莫名的熟悉，且奈亞拉托提普星人擁有超越常識般速度的能力。
動畫第2作原創奈亚拉托提普星人被修理時會慘叫其他作品出現的名稱。克圖格亞星人則是偶爾為之。
八坂真寻（配音員：喜多村英梨）
- 出生地：地球（日本東京市）
- 年齡：16歲
- 血型：O型
- 星座：天秤座
- 武器：叉子
- 特技：擲叉子

本作主角，居住于地球的普通高中生。
外表纖弱，看到無厘頭、乖張行逕會忍不住吐槽。隨身帶著叉子不時刺外星人、尤其是奈亚子的手背當做吐槽。
擁有中性的長相、臉蛋很像女性，因此被犯罪組織認定奇貨可居，為改編地球BL漫畫電視劇、當「受」的地球主角不二人選。
被宇宙犯罪组织鎖定為人口買賣的对象，因而認識了來保護他的奈亞子。
克图格亚（配音員：松來未祐）
- 簡稱：“克子”
- 出生地：克图格亚星（南魚座主星北落師門）
- 年齡：不明（比真尋大）
- 地球假名：「八坂克图格亚」
- 宇宙身分：宇宙聯合行星保護機構特務
- 地球身分：真尋的親戚、留學生
- 邪神雷達：雙馬尾
- 武器：「難以名狀之棒狀物體」火焰邪神原創版（鐵撬）
- 特技：宇宙CQC火焰邪神原創版

克蘇魯神話中人稱「活火焰」、象徵火焰的邪神「克圖格亞」，以它的「种族特性」来说是與奈亞拉托提普誓不兩立的種族。
奈亚子的青梅竹马，病娇似地愛著奈亚子，自稱是她的妻子；從幼稚園開始即為了引起奈亞子注意，拼命製造她麻煩。
為見奈亞子而加入綁架真尋的行列。事件結束後，僅高中學歷的自宅警備員，卻攀附人事部的叔叔關係當上特務。
起初是百合，在克音來訪風波落幕後，對真尋等人發表後宮宣言。
外表為紅髮雙馬尾，雖身為火之邪神但吃東西還是怕燙。
認真戰鬥時會召喚出名為「克圖格亞之眷族」的六個「炎之精」，功能類似GUNDAM系列的精神感應炮。
在全力模式下，可啟動「交叉熾焰機制」強制置換空間至北落師門、克圖格亞最易於活動的環境。
熱愛動漫文化，遊戲主機「X欧斯」的狂熱信徒；對壽司之類的日本料理也十分喜愛，這似乎是她故鄉的傳統。
在動畫第2作可以一口氣吞下整盤剛出爐的章魚燒，不怕燙；打倒羅伊格爾後對真尋發表後宮宣言。
哈斯塔（配音員：釘宫理惠）
- 簡稱：“哈斯太”
- 出生地：哈斯塔星
- 年齡：不明（比真尋大）
- 地球假名：「八坂哈斯太」
- 宇宙身分：遊戲主機「HS3」[註 6]生產商CCE的老闆的兒子
- 地球身分：真尋的親戚、留學生
- 邪神雷達：嗅覺
- 特技：大氣操控

克蘇魯神話中象徵風的邪神「哈斯塔」。
奈亞子和克子的宇宙小學同學，個性內向害羞，喜歡真尋。
外表嬌小、綁金色長髮辮，看似少女的可愛少年。
受命帶真尋的主機狂母親回去協助開發新遊戲，失利後不被父親諒解就索性留在地球。
全力戰鬥時會變身為「黃衣之王」型態（配音員：關智一），高大黃衣且戴著蒼白的面具，因為能力是操控大氣，所以風刃、落雷、冰凍都犯規似的放出。
實力在奈亞子和克子之上，但很不喜歡變成全力狀態。
夏塔小弟（配音員： 金田朋子／新井里美）
奈亞子的一隻膠囊寵物「夏塔克鳥」，馬頭、身披鱗片、蝙蝠翼，暱稱「夏塔小弟」。與哈斯太發展出親密關係。不会人类的语言，只有奈亚子能直接听懂它的话。
曾经为了答谢真寻的照顾，请求克子而吃下克子给的蓝色药丸后，化身为蓝色长髮的人类幼女形态（配音員：德井青空），不过持续时间不长（不足一天）。
八坂賴子（配音員：井上喜久子／久川綾）
- 星座：處女座
- 武器：叉子
- 特技：叉子無雙

真尋的母親，「遊樂器主機發燒狂」、常收集老舊主機回家。
跟真尋一樣善於使用叉子作武器，在大學時遇到教授是「邪神獵人」（モンスターハンター），因此成為助手，夥同丈夫每年假借度蜜月名義，至世界各地搜尋目標。
常以補充「釨」元素為由抱著溺愛真尋，也向丈夫攝取所謂「夫基酸」。
動畫第2作原創帶領夏塔小弟、不明物追隨教授去打怪。

### 其他角色
余市健彥（配音員：川原慶久／羽多野涉）
真尋的同學與好朋友，十分善解人意但常被真尋認為多此一舉。
曾被名為「伊斯動」的伊斯之偉大種族外星人精神交換借用身體。
暮井珠緒（配音員：日笠陽子／大坪由佳）
真尋的同學，自稱萬事通，因十分多嘴而被稱為「喇叭嘴」。
曾被名為「伊斯香」的伊斯之偉大種族外星人精神交換借用身體。
在動畫第2作與伊斯香對話顯示暗戀真尋。
擁有滅世級的料理能力。
露希·吉斯頓（配音員：國府田麻理子）
克苏鲁股份有限公司遊戲事業總部總經理兼第一硬體研究開發部部長。該公司職員通稱「克蘇魯希」。
克蘇魯神話中在遠古時代克蘇魯希與克蘇魯一起降臨地球，被稱為「克蘇魯的遺星之子」。
為開發X欧斯次世代主機「X欧斯731」，與哈斯太爭搶真尋的母親。
結果公司決定退出遊戲產業，所屬部門遭CEO裁撤而調至古董部門下地球拉萊耶樂園古董商店，被當成菜鳥欺負；請調卻調到樂園的「超人秀」扮魔海少女，之後索性辭職擺攤賣拿手的章魚燒，但其材料疑似克蘇魯。
動畫第2作改為直接裁員，在海邊賣章魚燒；也在商場超人秀扮魔法少女與諾登斯同台演出，之後又回頭擺攤賣章魚燒。
諾登斯（配音員：島田敏）
來自諾登斯星的犯罪首腦，打算綁架真尋到拉萊耶樂園黑市拍賣給星探，最後慘死在奈亞子手下。
動畫第2作原創同種族的諾登斯與露希一起表演超人秀。
奈亞夫（配音員：平川大輔／草尾毅）
奈亞子的哥哥，清秀俊美金髮白袍青年，自小即被才能出眾的奈亞子踩在腳下。
因殺了地球眾神互別苗頭而被奈亞子打得半死、移送法辦，從此奈亞子稱他為「野生的奈亞拉托提普」。
動畫第2作改成呆毛銀髮羅馬風格裝扮，被奈亞子撞飛出九霄雲外，未至幻夢境即解決事件。
奈亞惠（配音員：原紗友里）
動畫第1作第2季原創角色。奈亞子的同鄉高中同學，穿有補丁的衣服、帶著球棒，也有呆毛銀髮的眼鏡娘。過於興奮會現出原形。
來地球是為了與奈亞子等一行外星人參加在當地舉辦的宇宙同人誌即賣會。
阿特拉克·纳克亚（配音員：片岡梓/山本希望）
- 簡稱：“阿特子”
- 出生地：阿特拉克·纳克亚星
- 年齡：不明

克蘇魯神話中面孔形似人類的蜘蛛之神。
動畫第1作第2季(CV：片岡梓)登場，其後在原作10卷登場。設定成奈亞子的高中同學，身穿蜘蛛花紋黑色和服，卻滿口性騷擾意味之言、氣質不符的美女。來地球目的與奈亞惠同。
在原作是奈亞子的高中朋友，常寄送東西給奈亞子。據奈亞子描述是在紡織領域占宇宙龍頭地位、大型成衣製造商的千金，很適合穿水手服的黑色長髮和風美女。全名「銀阿特子」，有NTR他人戀人的興奮體質，誘惑哈斯太跟真尋而被稱作變態。
動畫第2作遲至第2季劇場版《襲來！美少女邪神F》才登場(CV：山本希望)，以神力建造新型的「現實脫出娛樂設施」吸引奈亞子一行人前往遊玩，並以此設下陷阱困住奈亞子與真尋，只為觀賞兩人被逼入絕境後隨之出現的「養眼畫面」取樂，性情怪異的神秘和服美女。
大首領（配音員：飯塚昭三）
伊斯強硬派的大首領只是表面上身分，實為宇宙聯合的外包業務組織「兒童保護協會」成員、非伊斯之偉大種族。由於未來地球娛樂違反「宇宙兒色法」、列為危險行星處分消滅，但協會認為應連過去源頭也一併處分，假借強硬派與全人類精神交換取得娛樂資訊為由，而到這個時代消滅地球，當作組織存在的功績。
動畫第2作改稱「大總統」、「宇宙健全法」。
伊斯動
在不知情下派來毀滅地球的伊斯強硬派人員。後被釋放當伊斯香的部下。
伊斯香（配音員：新井里美）
阻止伊斯強硬派行動的穩健派，因未來地球已毀滅而移居至水星。愛好打地球電玩。任務結束後即離去。
動畫第2作任務結束後，藉由球莖狀布偶偷打電玩，仍被珠緒發現。
不明物（配音員：山戶惠）
動畫第2作原創不明物體。出自原作者在Twitter自畫像，顏文字～＜　｀・ω・´＞，自稱謎之飛行性海洋生物。
克音（配音員：柚木涼香）
克子的堂姊，行星保護機構調查官，跟克子一樣、靠人事部老爸關係進去。百合程度更勝於克子、甚至可達戀童地步，誘騙年幼時的克子承諾與她結婚並錄音存證。假造視察、藉提供相親照片名義到地球，實來入手攜帶型遊戲「達貢寶貝」限定怪物及騷擾克子。經克子上報後被停職一週、調任閑職處分。
動畫第2作第2季出場，改成除騷擾克子外，挑明買達貢寶貝新作。后来被奈亚子趁克音與克子通宵對戰、呼呼大睡之際，把她關在通稱為「美塔領域」的斷續時空。主角四人以为已将其永久关在里面，但事实上她很快就从中脱出，之后则去抢達貢寶貝新作的限定配信怪物，以致延迟了三集才与主角一行会面。随后被克子对真寻的脸颊一吻惊吓而离开地球。
旁白（配音員：古谷徹／寺杣昌紀）
古谷為廣播劇CD開場旁白；寺杣則是動畫第2作中特攝劇「黑鋼特戰隊」旁白。
加塔妲（配音員：三上枝織）
克蘇魯神話中克蘇魯的長子「加塔諾托亞」，其僕人為羅伊格爾族。
原作僅提到加塔諾托亞，動畫第2作依其原創之人物。
賴子在打怪途中，遇到迷路的加塔諾托亞財閥千金加塔妲及其管家，委託真尋照顧。羅伊格爾事件解決後也轉學到真尋班上。
劄爾（配音員：伊丸岡篤）
羅伊格爾（配音員：中田讓治→大橋隆昌）
克蘇魯神話中有「卑猥雙子」之稱；羅伊格爾也是另一侍奉加塔諾托亞的種族名稱。
動畫第2作登場，但羅伊格爾星人在兩季設定、外型上各自迥異，以不同種族解釋。
第1季明顯取後者原創。加塔妲的管家，羅伊格爾的「羅伊·福克」，並要求稱呼「少校」。
色情遊戲狂熱者。以為真尋跟奈亞子一樣是同好，假裝不熟地球環境與加塔妲迷路，藉此接近並利用加塔妲能力把真尋隔絕起來，想找出色情遊戲最大集散地。
第2季則依原作，劄爾與羅伊格爾雖分別是劄爾、羅伊格爾星人，但兩者基因差異極小、可合體成「劄爾羅伊格爾」。屬脫離「古漢和平組織」獨立的保育團體「宇宙汀達羅斯」成員；因已由宇宙聯合執行生態保育工作，該團體只會礙事、製造問題而被揶揄為「宙狗」。於是利用其爺爺遺產「邪神的記事本」，進行「非實在邪種計劃」，創造新種邪神，以保育稀有物種名義爭取經費繼續活動。結果忘了設定智能，調教不成反被新邪神擊倒,之後逮捕結案。
烏蘇魯·赫亞（配音員：山北早紀）
- 簡稱：“蘇魯子”
- 出生地：烏蘇魯·赫亞星
- 年齡：不明

克蘇魯神話裡性魔法者崇拜的女神。
動畫第2作第2季原創人物。真尋BL本的宇宙同人社團四天王之一，非法偷渡到地球在女僕咖啡廳工作取材，為給真尋簽名卻不慎捲入奈亞子跟克子的對決中吃了两人的飞踢。后来以「普莉堤貝兒女僕隊」為中心活動而受歡迎。跟蹤真尋途中撞到余市懷裡，被粉絲誤會為戀人、鬧出緋聞。

## 用語
克蘇魯神話
在此為霍華德·菲利普·洛夫克拉夫特、奧古斯特·威廉·德雷斯與外星人接觸，從中獲得靈感創作的故事。
- 克蘇魯股份有限公司

在此為外星公司法人，退出遊戲產業後，專注經營主題樂園和角色精品事業。
宇宙聯合行星保護機構
奈亞子和克子所属組織。由於宇聯（宇宙聯合）認為地球文明尚未成熟，而列入保護行星。但在娛樂領域，地球稱得上是宇宙第一，除了組織內部成員或宇聯所核可的流通業者，如「猶馬遜.com」等之外，其他到地球的外星人，全都視為偷渡。
拉萊耶樂園
在此為克蘇魯公司所開發全宇宙數不清的巨大主題樂園。地球方面是其中最熱門的，當地時間幾十年一次，行星都並列到位時才浮上的宇宙第一大主題公園，在此期間可允許一般外星人進入觀光遊玩。
幻夢境
在此為人類集中性無意識的世界，也就是夢裡。受行星保護機構管理，避免外星人向地球人精神攻擊。因維持運作的眾神都死光了，而由奈亞子和克子暫時接手。新任眾神上任後兩人擔當輔佐職務。
- 地球眾神

行星保護機構派員到幻夢境、興建「縞瑪瑙之城」進行管理，人員並扮成地球人認為神的樣子。
- 異神

守護幻夢境的機器人，一旦損毀手工打造費時。由於動畫版奈亞子等人未到幻夢境辦案，因此亦未登場。
動畫第2作第2季以解說方式帶過，但造型與原作迥異。
宇宙CQC
奈亞子跟克子習得的格鬥術。本来CQC是指近身戰鬥，然而她們的教材序文：「你認為是宇宙CQC的招式就是宇宙CQC」，雖有基礎招式但可自行改編，奈亞子在使用時會說「我的宇宙CQC」。
全力模式
奈亞子、克子跟哈斯太等最強型態的變身。奈亞子變成身穿漆黑連身服與裝甲，克子則是身披火焰、體型線條一覽無遺，哈斯太為「黃衣之王」型態、操縱氣候。
伊斯之偉大種族
在此為利用與過去、未來生命體精神交換吸收龐大知識的種族，具有三種型態：
1. 遙遠過去的圓錐體生物。
2. 未來人類已毀滅，統治地球的某種甲殼類生物。
3. 地球消滅之後，在水星的某種球莖植物。

原作已是第3型態；動畫第2作伊斯香借用珠緒身體對映第1型態，但珠緒的布偶似第3型態。
並形成集体主义的社会主义国家。分成四大派系：
1. 穩健派
2. 強硬派
3. 只承認宇宙世纪派
4. 包含外史與SD在內完全肯定派

其中最大的兩個派系，就是穩健派和強硬派。強硬派為不惜犧牲、不為對方著想而進行精神交換，穩健派則反之。

## 出版書籍

### 輕小說
| 卷數 | SB創意         | SB創意                 | 尖端出版       | 尖端出版               | 测绘出版社   | 测绘出版社             | 備註             |
| 卷數 | 初版發售日期   | ISBN                   | 初版發售日期   | ISBN                   | 初版發售日期 | ISBN                   | 備註             |
| ---- | -------------- | ---------------------- | -------------- | ---------------------- | ------------ | ---------------------- | ---------------- |
| 1    | 2009年4月15日  | ISBN 978-4-7973-5414-0 | 2010年7月20日  | ISBN 978-957-10-4324-1 | 2012年5月1日 | ISBN 978-7-5030-2529-7 |                  |
| 2    | 2009年7月15日  | ISBN 978-4-7973-5540-6 | 2010年11月12日 | ISBN 978-957-10-4399-9 | 2012年5月1日 | ISBN 978-7-5030-2528-0 |                  |
| 3    | 2009年10月15日 | ISBN 978-4-7973-5635-9 | 2011年1月14日  | ISBN 978-957-10-4432-3 | 2014年1月1日 | ISBN 9787503029783     |                  |
| 4    | 2010年3月16日  | ISBN 978-4-7973-5801-8 | 2011年3月16日  | ISBN 978-957-10-4500-9 | 2014年1月1日 | ISBN 9787503029813     |                  |
| 4    | 2010年3月17日  | ISBN 978-4-7973-5782-0 | 2011年3月16日  | ISBN 978-957-10-4500-9 | 2014年1月1日 | ISBN 9787503029813     | SPECIAL BOX附DVD |
| 5    | 2010年8月15日  | ISBN 978-4-7973-6148-3 | 2011年7月15日  | ISBN 978-957-10-4571-9 |              |                        |                  |
| 6    | 2010年12月16日 | ISBN 978-4-7973-6292-3 | 2011年11月11日 | ISBN 978-957-10-4682-2 |              |                        |                  |
| 7    | 2011年4月16日  | ISBN 978-4-7973-6407-1 | 2012年4月10日  | ISBN 978-957-10-4826-0 |              |                        |                  |
| 8    | 2011年10月17日 | ISBN 978-4-7973-6644-0 | 2012年7月18日  | ISBN 978-957-10-4938-0 |              |                        |                  |
| 9    | 2012年4月16日  | ISBN 978-4-7973-6891-8 | 2012年10月12日 | ISBN 978-957-10-5019-5 |              |                        |                  |
| 10   | 2012年10月17日 | ISBN 978-4-7973-6891-8 | 2013年5月10日  | ISBN 978-957-10-5233-5 |              |                        |                  |
| 11   | 2013年4月15日  | ISBN 978-4-7973-7333-2 | 2014年1月17日  | ISBN 978-957-10-5442-1 |              |                        |                  |
| 12   | 2014年3月15日  | ISBN 978-4-7973-7424-7 | 2014年9月18日  | ISBN 978-957-10-5694-4 |              |                        |                  |
| 12   | 2014年3月15日  | ISBN 978-4-7973-7559-6 | 2014年9月18日  | ISBN 978-957-10-5694-4 | 附贈廣播劇CD |                        |                  |

### 漫畫
| 日文版 | 集英社        | 集英社                 |
| 日文版 | 初版發售日期  | ISBN                   |
| ------ | ------------- | ---------------------- |
| 1      | 2012年4月10日 | ISBN 978-4-08-879321-4 |

| 日文版 | HOLP出版       | HOLP出版               |
| 日文版 | 初版發售日期   | ISBN                   |
| ------ | -------------- | ---------------------- |
| 1      | 2012年4月20日  | ISBN 978-4-593-85689-3 |
| 2      | 2012年10月12日 | ISBN 978-4-593-85707-4 |

### 相關出版物
| 日文版 | SB創意        | SB創意                 |
| 日文版 | 初版發售日期  | ISBN                   |
| ------ | ------------- | ---------------------- |
|        | 2011年3月15日 | ISBN 978-4-7973-6321-0 |

### 廣播劇CD[註 16]
- （HOBiRECORDS，2009年10月23日）
- （HOBiRECORDS，2010年6月25日）
- （HOBiRECORDS，2010年12月24日）
- （HOBiRECORDS，2011年5月25日）

## 动画
簡稱。第1作名稱採，主要制作人员共通；第2作則照原著。
除第1作第1季為網路動畫外，其餘是電視動畫，而动画和广播剧配音员也是大致共通的。

### 第1作
第1季
《襲來！美少女邪神》Flash動畫已于2009年10月～2010年3月期间在NICONICO播放，全9話。片頭稱呼「總是NICONICO在側匍匐而來的動畫」。由於劇本是作者操刀，日後也在原作裏玩阿澄佳奈唱主題曲的哏。
第2季
《襲來！美少女邪神 Remember My Love（craft先生）》亦由FLASH动画构成，片尾曲則是一般動畫，自2010年12月10日起，在BS11的「DLE HOUR」节目内播放。1话约4分钟，全11话+未公开的1话。
當時阿澄佳奈和原紗友里、片岡梓組成LISP，故一同唱主題曲，並在劇中安排阿特子（片岡梓）出場、原創奈亞惠（原紗友里）角色。

#### 制作人员
第1季
- 原作、脚本：逢空万太
- 人物原案：狐印
- 策划：SB創意／DLE
- 制片人：宮崎誠司（SB創意）、大橋隆昭（DLE）
- 助理制作人：岩崎裕子（SB創意）、（DLE）
- 协力：松本真弓（SB創意）
- FLASH动画：鈴木隆輔（DLE）
- 特别协助：土橋康成、早坂昌彦
- 音响监督：秦昌二
- 工作室：
- 总指挥：北村州識（SB創意）
- 导演：谷東（DLE）
- 音乐：須藤雄毅（DLE）
- 动画制作：DLE
- 製作：SB創意

第2季
- 策划：土桥康成、SB創意、DLE
- 原作：逢空万太《潜行吧！奈亚子》（SB創意／GA文库刊）
- 人物原案：狐印
- 导演：谷东
- 脚本：、中野守、谷东、逢空万太
- 制作总指挥：北村州识
- 美术印刷设计：RFV design
- 作画：铃木隆辅、西山司
- 动作剧本：福间晋一
- 音响监督：秦昌二
- 录音助手：八卷大树
- 音乐：SLF!!
- 动画制作：DLE
- 制作：SB創意

#### 主题曲
第1季
- 片尾曲

歌：阿澄佳奈，作詞、作曲：須藤雄毅
第2季
- 片尾曲

作詞：池畑伸人、船迫桃代，作曲、編曲：大谷靖夫，歌：LISP

#### 各话列表
| 话数  | 日文标题 | 中文标题 |
| 第1季 | 第1季    | 第1季 |
| ----- | -------- | --- |
| 1     |          | 檢定 |
| 2     |          | 忠誠心 |
| 3     |          | 抱枕 |
| 4     |          | 美少女遊戲 |
| 5     |          | 角色扮演遊戲 |
| 6     |          | 接下來？ |
| 7     |          | 烹飪 |
| 8     |          | 觸不得的聖域 |
| 9     |          | 初恋 |
| 第2季 |          | |
| 1     |          | 因为不是人类 |
| 2     |          | 无尽的圣诞 |
| 3     |          | 那我们去即賣會吧 |
| 4     |          | 真尋初次的裸体围裙 |
| 5     |          | 奈亚子与真尋的甜蜜温泉之旅 |
| 6     |          | 活埋 |
| 7     |          | 蘑菇大師 |
| 8     |          | 内容未定 |
| 9     |          | 即使毁灭银河系的危机来临，感到不祥且無力抗衡的一介高中生真尋來說明日升起的朝阳像以往常同样方向同样速度同样轨迹同样亮度輝映是谁都不敢打包票感到茫然不安衝擊的少年要如何不再担心而和少女展开恋爱呢？ |
| 10    |          | 内容未定 |
| 11    |          | Remember My Love |
| 12    |          | 如後日談般（未公开话） |

#### 播放電視台
日本深夜動畫：下文記載的日本国内播放時間使用日本標準時間（UTC+9）表示。因為部分時間标识會採用30小时制，因此請留意这类超过24:00的时间，其實際播放時間為翌日清晨。
| 第2季    | 第2季      | 第2季                          | 第2季                                     | 第2季      |
| 播放地區 | 播放電視台 | 播放日期                       | 播放時間（UTC+9）                         | 所属联播网 |
| -------- | ---------- | ------------------------------ | ----------------------------------------- | ---------- |
| 日本全國 | BS11       | 2010年12月10日 - 2011年2月25日 | 星期五 24時30分 - 25時00分 （DLE HOUR）中 | BS数字放送 |

### 第2作
《潜行吧！奈亚子》由XEBEC制作，於2012年4月9日起播放的系列新动画。与此前的FLASH动画不同，本作将回归主线。日本東京電視台授權中國大陸土豆網即日播出。
2012年9月28日，官網宣佈製作第2季的消息。12月16日，定名為《襲來！美少女邪神W》。
2013年2月10日，官網宣佈第2季將于2013年4月于東京電視台、AT-X播放。當日，也宣佈了第2季的片頭曲與片尾曲系列。日本東京電視台授權中國大陸優酷、土豆網即日播出。
2015年5月30日，劇場版OVA正式上映，是繼電視動畫《襲來！美少女邪神》和《襲來！美少女邪神W》之後的第三部正式改編動畫。

#### 制作人员
- 原作：逢空万太（GA文库）
- 角色原案：狐印
- 监督：长泽刚
- 系列构成：木村畅
- 角色设计、总作画监督：瀧山真哲
- 美术监督：渡邊佳人
- 色彩设定：谷口百合子
- 攝影监督：堀野大辅
- 编集：松村正宏
- 音响监督：本山哲
- 音响效果：和田俊也
- 音响制作：STUDIO MAUSU
- 音乐：MONACA
- 音乐制作：DIVEII entertainment
- 动画制作：XEBEC
- 製作：
  - 難以名狀之製作委員會狀物體（第1季）
  - 難以名狀之製作委員會狀物體W（第2季）
  - 難以名狀之製作委員會狀物體F（OVA）

#### 主題曲
第1季
- 片頭曲

作詞：畑亞貴，作曲、編曲：田中秀和（MONACA），歌：從後匍匐而來隊G（奈亞子（阿澄佳奈）×克子（松來未祐）×珠緒（大坪由佳））
- 片尾曲「 Be with you」（第1－11話）

作詞：藤林聖子，作曲、編曲：RAMM（REDALiCE + Masayoshi Minoshima），歌：匍匐至RAMM的奈亞子（阿澄佳奈）
- 片尾曲（第12話）

作詞：畑亞貴，作曲、編曲：帆足圭吾，歌：從後匍匐而來隊（奈亞子×真尋×克子×哈斯太×珠緒×余市×露希×賴子）
- 劇中曲（第1話、第12話）

作詞：藤林聖子，作曲：岡部啟一，編曲：永谷喬夫、岡部啟一，歌：從後匍匐而來隊B（真尋（喜多村英梨）×余市（羽多野涉））
- 插曲（第7話）

作詞：安川正吾，作曲、編曲：高田龍一，歌：從後匍匐而來隊N（奈亞子（阿澄佳奈））
- 插曲（第9話）

作詞：安川正吾，作曲、編曲：田中秀和（MONACA），歌：從後匍匐而來隊W（露希（國府田麻理子）×賴子（久川綾））
第2季
- 片頭曲

作詞：畑亞貴，作曲：田中秀和（MONACA），歌：從後匍匐而來隊G（奈亞子（阿澄佳奈）×克子（松來未祐）×珠緒（大坪由佳））
- 片尾曲1（第1、2、6、11話、OVA）

作詞：藤林聖子，作曲、編曲：RAMM，歌：匍匐至RAMM的奈亞子（阿澄佳奈）
- 片尾曲2（第3、8話）

作詞：藤林聖子，作曲、編曲：RAMM，歌：匍匐至RAMM的邪神（奈亞子（阿澄佳奈）、克子（松來未祐）和哈斯塔（釘宫理惠））
- 片尾曲3（第4、7話）

作詞：藤林聖子，作曲、編曲：RAMM，歌：匍匐至RAMM的珠緒（大坪由佳）
- 片尾曲4「Sister, Friend, Lover」（第5、9話）

作詞：藤林聖子，作曲、編曲：RAMM，歌：匍匐至RAMM的克子與克音（松來未祐、柚木涼香）
- 片尾曲5（第10話）

作詞：藤林聖子，作曲、編曲：RAMM，歌：匍匐至RAMM的真尋與余市（喜多村英梨、羽多野涉）
- 片尾曲6（第12話）

作詞：藤林聖子，作曲、編曲：RAMM，歌：匍匐至RAMM的奈亞子（阿澄佳奈）
- 劇中曲（第1話）

作詞：畑亞貴，作曲、編曲：田中秀和（MONACA），歌：從後匍匐而來隊G（奈亞子（阿澄佳奈）×克子（松來未祐）×珠緒（大坪由佳））
- 劇中曲（第3話）

作詞：安川正吾，作曲：揚慶豪，編曲：，歌：從後匍匐而來隊B
- 劇中曲（第4話）

作詞：藤林聖子，作曲、編曲：RAMM，歌：匍匐至RAMM的蘇魯子（山北早紀）
- 劇中曲（第10話）

作詞：生田真心，作曲、編曲：RAMM，歌：The Mi-go hunters
OVA
- 片頭曲

作詞：畑亞貴，作曲、編曲：田中秀和（MONACA），歌：从後匍匐而来隊G（奈亞子（阿澄佳奈）×克子（松來未祐）×珠緒（大坪由佳））
- 片尾曲

作詞：藤林聖子，作曲、編曲：RAMM，歌：匍匐至RAMM的奈亚子（阿澄佳奈）

#### 各話列表
| 話數            | 日文標題 | 中文標題                          | 標題惡搞來源                                                                   | 腳本     | 分鏡       | 演出     | 作畫監督                                               | 改編              |
| 第1季           | 第1季    | 第1季                             | 第1季                                                                          | 第1季    | 第1季      | 第1季    | 第1季                                                  | 第1季             |
| --------------- | -------- | --------------------------------- | ------------------------------------------------------------------------------ | -------- | ---------- | -------- | ------------------------------------------------------ | ----------------- |
| 1               |          | 就像、第三類接觸                  | 電影「第三類接觸」                                                             | 木村暢   | 長澤剛     | 池田重隆 | 瀧山真哲                                               | 第1卷             |
| 2               |          | 再見了奈亞子                      | 漫畫哆啦A夢第六卷——「再見，哆啦A夢」                                           | 兵頭一步 | 高田耕一   | 政木伸一 | 宗崎暢芳                                               | 第1卷             |
| 3               |          | 八坂真尋想平靜度日                | 漫畫JoJo的奇妙冒險第37卷標題—— 「吉良吉影想平靜度日」                          | 石田健幸 | 野中和實   | 大野和壽 | 鷲田敏彌                                               | 第2卷             |
| 4               |          | Mother's Attack！                 | 電影「星戰毀滅者」                                                             | 待田堂子 | 木宮茂     | 櫻井利之 | 能條理行 原田峰文                                      | 第4卷             |
| 5               |          | 大X陰謀                           | 電影「權力風暴」                                                               | 待田堂子 | 原田浩     | 安藤健   | 菅野智之                                               | 第4卷             |
| 6               |          | 市場裡的戰爭                      | OVA「機動戰士GUNDAM 0080：口袋裡的戰爭」                                       | 木村暢   | 麥野愛須   | 石井和彥 | 原田峰文 辻浩樹 重松信一                               | 第4卷 第7卷       |
| 7               |          | 藍色SAN瑚礁                       | 電影「藍色珊瑚礁」                                                             | 木村暢   | 櫻井弘明   | 森義博   | 小澤圓 梶浦紳一郎 鎌田均                               | 原創 第5卷        |
| 8               |          | 奈亞子的心跳學園                  | 遊戲「中山美穗的心跳學園」                                                     | 兵頭一步 | 政木伸一   | 政木伸一 | 宗崎暢芳                                               | 原創              |
| 9               |          | 我是她，她是我                    | 小說「我是她，她是我」                                                         | 待田堂子 | 堀之內元   | 安藤健   | 菅野智之 松岡謙治 岡本達明                             | 第3卷 廣播劇CD GX |
| 10              |          | 超時空霸者                        | 遊戲「時空的霸者 Sa·Ga3（完結篇）」                                            | 兵頭一步 | 高田耕一   | 石井和彥 | 谷口元浩 重松信一                                      | 第3卷             |
| 11              |          | 從星空來訪的迷途之子              | 小說「從星空來訪的怪物」                                                       | 木村暢   | 政木伸一   | 政木伸一 | 宗崎暢芳 辻浩樹 原田峰文                               | 原創              |
| 12              |          | 候汝入夢                          | 原作本名                                                                       | 木村暢   | 堀之內元   | 長澤剛   | 瀧山真哲 石川健朝                                      | 原創              |
| BD／DVD全購特典 |          |                                   |                                                                                |          |            |          |                                                        |                   |
| OVA             |          | 敵的溫柔殺伐                      | 小說「龍的溫柔殺伐」                                                           | 木村暢   | 大野和寿   | 長澤剛   | 瀧山真哲                                               | 第11卷            |
| 第2季           |          |                                   |                                                                                |          |            |          |                                                        |                   |
| 1               |          | 進擊的邪神                        | 漫畫「進擊的巨人」                                                             | 木村暢   | 長澤剛     | 池田重隆 | 小野和美 西谷泰史                                      | 原創              |
| 2               |          | 塞拉伊諾圖書館戰爭                | 小說「圖書館戰爭」                                                             | 兵頭一步 | 政木伸一   | 政木伸一 | 谷口元浩 辻浩樹                                        | 第5卷             |
| 3               |          | 超邪神默示錄                      | OVA「勇者王FINAL」—— 第7話標題「超勇者默示錄」                                 | 兵頭一步 | 田所修     | 安藤健   | 岡本達明 松岡謙治                                      | 第5卷             |
| 4               |          | 戀愛的才能                        | 歌曲「戀愛的才能」                                                             | 木村暢   | 佐佐木真哉 | 矢野孝典 | 小澤圓 中山初繪                                        | 第7卷             |
| 5               |          | 告訴我這是謊言，克子              | OVA「機動戰士GUNDAM 0080：口袋裡的戰爭」—— 第5話標題「告訴我，你在說謊，巴尼」 | 木村暢   | 高田耕一   | 近藤一英 | 板倉健、高美奈 谷口元浩、五味伸介                      | 第6卷             |
| 6               |          | 試演看看                          | 小說「算計」                                                                   | 木村暢   | 田所修     | 石井和彥 | 沓澤洋子 小野和美                                      | 第6卷             |
| 7               |          | 血染泳池畔                        | 機動戰士GUNDAM—— 第28話標題「血染大西洋」                                      | 山田靖智 |            | 安藤健   | 新保卓郎                                               | 第7卷             |
| 8               |          | 小小戀歌                          | 歌曲「小小戀歌」                                                               | 網谷正治 | 政木伸一   | 高田昌宏 | 岩田芳美、辻浩樹 重松晉一                              | 第7卷             |
| 9               |          | 學園炎舞錄 Highschool of the HEAT | 漫畫「學園默示錄」                                                             | 山田靖智 | 池田重隆   | 池田重隆 | 鷲田敏彌 中山初繪                                      | 第6卷             |
| 10              |          | Yuggoth Attacks                   | 電影「星戰毀滅者」                                                             | 網谷正治 | 高田耕一   | 近藤一英 | 谷口元浩、原田峰文 板倉健                              | 第7卷             |
| 11              |          | 露營惡靈之家                      | 小說「魔法禁書目錄」、 遊戲「克蘇魯神話TRPG」劇情「惡靈之家」                  | 木村暢   | 松林唯人   | 安藤健   | 岡本達明                                               | 原創              |
| 12              |          | 再見了奈亞子W                     | 与第1季第2话呼应                                                               | 木村暢   | 吉川博明   | 長澤剛   | 沓澤洋子、小野和美 河島久美子、辻浩樹 大高美奈、板倉健 | 第11卷            |
| BD／DVD全購特典 |          |                                   |                                                                                |          |            |          |                                                        |                   |
| OVA             |          | 告別W／讓這溫泉充滿戀愛的混沌     | 特攝劇「假面騎士W」—— 第49話標題「」                                           | 網谷正治 | 長澤剛     | 長澤剛   | 沓澤洋子、鷲田敏彌 小澤久美子、瀧山真哲                | 原創              |
| OVA             |          |                                   |                                                                                |          |            |          |                                                        |                   |
| OVA             |          | 打开潜行的开关，混沌来了！        |                                                                                | 木村暢   | 長澤剛     | 長澤剛   | 香田知樹                                               | 原創              |

#### 播放電視台
日本深夜動畫：下文記載的日本国内播放時間使用日本標準時間（UTC+9）表示。因為部分時間标识會採用30小时制，因此請留意这类超过24:00的时间，其實際播放時間為翌日清晨。
| 播放地區   | 播放電視台   | 播放日期                | 播放時間（UTC+9）          | 所屬聯播網 | 備註   |
| ---------- | ------------ | ----------------------- | -------------------------- | ---------- | ------ |
| 第1季      |              |                         |                            |            |        |
| 關東廣域圈 | 東京電視台   | 2012年4月9日 - 6月25日  | 星期一 26時00分 - 26時30分 | 東京電視網 |        |
| 日本全國   | AT-X         | 2012年4月10日 - 6月26日 | 星期二 10時30分 - 11時00分 | 衛星電視   | 有重播 |
| 日本全國   | NICONICO頻道 | 2012年4月11日 - 6月27日 | 星期三 26時30分 更新       | 網路電視   |        |
| 日本全國   | 萬代頻道     | 2012年4月16日 - 7月2日  | 星期一 12時00分 更新       | 網路電視   |        |
| 愛知縣     | 愛知電視台   | 2012年4月12日 - 6月28日 | 星期四 27時00分 - 27時30分 | 東京電視網 |        |
| 大阪府     | 大阪電視台   | 2012年4月13日 - 6月29日 | 星期五 27時10分 - 27時40分 | 東京電視網 |        |
| 第2季      |              |                         |                            |            |        |
| 關東廣域圈 | 東京電視台   | 2013年4月7日 - 6月30日  | 星期日 25時05分 - 25時35分 | 東京電視網 |        |
| 日本全國   | AT-X         | 2013年4月7日 - 6月30日  | 星期日 25時10分 - 25時40分 | 衛星電視   | 有重播 |
| 愛知縣     | 愛知電視台   | 2013年4月8日 - 7月1日   | 星期一 27時05分 - 27時35分 | 東京電視網 |        |
| 日本全國   | NICONICO頻道 | 2013年4月9日 - 7月2日   | 星期二 24時00分 更新       | 網路電視   |        |
| 大阪府     | 大阪電視台   | 2013年4月13日 - 7月6日  | 星期六 26時30分 - 27時00分 | 東京電視網 |        |

| 日本 東京電視台 星期一26:00－26:30節目 | 日本 東京電視台 星期一26:00－26:30節目 | 日本 東京電視台 星期一26:00－26:30節目 |
| -------------------------------------- | -------------------------------------- | -------------------------------------- |
|                                        | 襲來！美少女邪神                       |                                        |
| 男子高中生的日常                       | 摇曳百合♪♪                             |                                        |
| 日本 東京電視台 星期日25:05－25:35節目 |                                        |                                        |
| IXION SAGA DT                          | 襲來！美少女邪神W                      | 魔界王子 devils and realist            |

## 遊戲
襲來！美少女邪神 難以名狀的遊戲物體
平台：PSV
類型： 邪神的混沌冒險遊戲
製作公司：5pb.
推出日期：2013年5月30日

## 相關項目
- 克苏鲁神话

## 註腳

## 外部連結
- （页面存档备份，存于），原作特設網站。（日語）
- （页面存档备份，存于），原作介紹頁。（日語）
- （页面存档备份，存于），廣播劇CD版的網站。（日語）
- （页面存档备份，存于），動畫版第1作的官方網站。（日語）
- （页面存档备份，存于），動畫版第2作的官方網站。（日語）
- （页面存档备份，存于），動畫官網設立前的相關情報處。（日語）
- （页面存档备份，存于），東京電視台動畫網站。（日語）
- ，XEBEC動畫介紹頁。（日語）
- （页面存档备份，存于），遊戲版官方網站。（日語）
- 襲來！美少女邪神的X（前Twitter）